# Eles Não São Anjos como Eu
Eles não são anjos como eu é um dos livros da autora brasileira Marcia Kupstas, famosa por suas vasta obra de infantojuvenis.
Publicado em 2004 pela Editora Moderna, recebeu Ilustrações e letterings de Zansky para sua reedição na Coleção Marcia Kupstas da Editora Ática.
Recebeu o Prêmio Jabuti de Literatura Infantojuvenil 2004.